# 鉞り鉄五郎
鉞り 鉄五郎（まさかり てつごろう、1867年10月7日〈慶應3年9月10日〉 - 1925年〈大正14年〉12月8日）は、現在の千葉県山武市(旧・上総国武射郡)で浦風部屋及び高砂部屋に所属した大相撲力士。本名は今関 鉄五郎。身長体重は不明。最高位は東前頭13枚目。色黒で無愛想な容貌から「鬼」と言われた。

## 人物・略歴
1886年1月初土俵（序ノ口）。1893年5月十両昇進。1894年6月新入幕。しかし、翌1895年1月場所前に大日本帝国陸軍に入営し、近衛師団の軍夫になった。台湾に出征するも、マラリアに罹ってあえなく帰国。1895年5月場所で東十両張出筆頭で復帰するも2勝8敗と負け越し、以後再入幕は叶わなかった。十両でも勝ち越す事はできず（3勝3敗1預〈1899年5月場所〉のタイ成績が最高）、1900年5月場所以降は幕下の地位に甘んじた。本場所では弱かったが、元々怪力だったこともあり、稽古場では滅法強かった。初代高砂（高砂浦五郎）が、晩年の鉞りを見て、部屋の幕下以下の力士達に「もし鉞りに勝てば、すぐ十枚目に昇進させる」と言った程でもあった。
1904年5月に源氏山頼五郎の渡米計画に参加して脱走。そのまま江戸相撲から引退し、京都相撲に加入した。大阪では堂島で株の仲買人をしていたと伝わっている。2代高砂（高見山宗五郎）の没後に発生した跡目争いに嫌気が差し、12代入間川（両國梶之助）の勧誘もあって、國ヶ岩夘八と共に、東京に戻り世話人となった。
1925年12月8日に死去。58歳だった。

## 成績（東京相撲）
- 番付在位場所数：38場所
- 十両在位：10場所
- 十両成績：27勝37敗8分2預
- 幕内在位：2場所（うち1場所は陸軍入営のため、番付記載〈10休〉のみ）
- 幕内成績：2勝5敗2分11休
- 通算成績：29勝42敗11休10分2預（便宜上幕内と十両の合計を表示。当時の幕下以下の星取や勝敗数等の記録については2024年現在相撲レファレンス等のデータベースに登録がなく、特に序二段や序ノ口などについては記録がほとんど現存していないと思われるため、それを含めた正確な通算成績は不詳。ただしこの他に幕下在位時の対十両戦として2勝7敗1預がある）

### 場所別成績
| 1886年 （明治19年） | 東序ノ口46枚目 –                  | 東序二段53枚目 –              |
| 1887年 （明治20年） | 東序二段8枚目 –                   | 東三段目55枚目 –              |
| 1888年 （明治21年） | 東三段目12枚目 –                  | 東幕下57枚目 –                |
| 1889年 （明治22年） | 西幕下32枚目 0–0 1預 （対十両戦） | 西幕下25枚目 0–1 （対十両戦） |
| 1890年 （明治23年） | 西幕下23枚目 –                    | 東幕下17枚目 –                |
| 1891年 （明治24年） | 西幕下9枚目 –                     | 西幕下7枚目 1–0 （対十両戦）  |
| 1892年 （明治25年） | 東幕下15枚目 0–1 （対十両戦）     | 東幕下9枚目 1–2 （対十両戦）  |
| 1893年 （明治26年） | 西幕下11枚目 –                    | 東十両10枚目 2–4 2分          |
| 1894年 （明治27年） | 東幕下7枚目 0–1 （対十両戦）      | 西十両7枚目 4–1 4分           |
| 1895年 （明治28年） | 西十両3枚目 5–3 1分               | 東前頭13枚目 2–5–1 2分        |
| 1896年 （明治29年） | 東前頭13枚目 0–0–10               | 東十両筆頭 2–8                |
| 1897年 （明治30年） | 東十両9枚目 3–5                   | 西十両9枚目 3–4 1分1預        |
| 1898年 （明治31年） | 西十両10枚目 2–4                  | 東幕下2枚目 0–1 （対十両戦）  |
| 1899年 （明治32年） | 東十両6枚目 1–2                   | 東十両9枚目 3–3 1預           |
| 1900年 （明治33年） | 東十両7枚目 2–3                   | 東幕下筆頭 –                  |
| 1901年 （明治34年） | 東幕下7枚目 –                     | 東幕下17枚目 –                |
| 1902年 （明治35年） | 東幕下27枚目 –                    | 東幕下11枚目 –                |
| 1903年 （明治36年） | 東幕下4枚目 –                     | 東幕下13枚目 0–1 （対十両戦） |
| 1904年 （明治37年） | 西幕下20枚目 –                    | 西幕下25枚目 引退 –           |
| 各欄の数字は、「勝ち-負け-休場」を示す。 優勝 引退 休場 十両 幕下 三賞：敢=敢闘賞、殊=殊勲賞、技=技能賞 その他：★=金星 番付階級：幕内 - 十両 - 幕下 - 三段目 - 序二段 - 序ノ口 幕内序列：横綱 - 大関 - 関脇 - 小結 - 前頭（「#数字」は各位内の序列） |                                   |                               |

- 幕下以下の地位は小島貞二コレクションの番付実物画像による。また幕下以下の勝敗数等は前述の理由により暫定的に対十両戦の分のみを示す。

## 改名歴
番付上の表記揺れは無視するものとする。
- 鉞り 鉄五郎 - 1886年1月場所 - 1890年1月場所
- 盤石[9] 鉄五郎（番付上の表記は「ばん石 鉄五郎（「ば」は変体仮名）」） - 1890年5月場所
- 鉞り 鉄五郎 - 1891年1月場所 - 1904年5月場所
  - 相撲レファレンスでは、1895年6月のみひらがなの「鉞り」で他をカタカナの「鉞リ」と登録しているが、番付実物画像を見る限りではその1場所だけ変えたとは見えない。